# Transposição (música)
Transposição, em terminologia musical, refere-se ao processo de se modificar a altura de uma nota ou coleção de notas por um intervalo constante. Quando se transpõe uma música, modifica-se também a tonalidade em que ela se encontra.
Muitos músicos utilizam esse recurso quando a partitura, cifra ou tablatura está incompatível com a voz ou o instrumento tocado.

## Método simples de transposição
Sabe-se que, em uma escala, existem as seguintes notas:
{\displaystyle {\begin{matrix}{\begin{matrix}{}_{d{\acute {o}}}&{}_{d{\acute {o}}\#}&{}_{r{\acute {e}}}&{}_{r{\acute {e}}\#}&{}_{mi}&{}_{f{\acute {a}}}&{}_{f{\acute {a}}\#}\\C&{C}{\#}&D&{D}{\#}&E&F&{F}{\#}\end{matrix}}&{\begin{matrix}{}_{sol}&{}_{sol\#}&{}_{l{\acute {a}}}&{}_{l{\acute {a}}\#}&{}_{si}&{}_{d{\acute {o}}}\\G&{G}{\#}&A&{A}{\#}&B&C\end{matrix}}\end{matrix}}}
Para transpor, por exemplo, a nota ré, em seis semitons (três tons) projeta-se a nota seis casas à direita
{\displaystyle {\begin{matrix}{\begin{matrix}&&{\color {OliveGreen}R{\acute {e}}}&{}_{+1}&{}_{+2}&{}_{+3}&{}_{+4}\\C&{C}{\#}&{\color {OliveGreen}D}&{D}{\#}&E&F&{F}{\#}\end{matrix}}&{\begin{matrix}{}_{+5}&{}_{+6}&&&&\\G&{G}{\#}&A&{A}{\#}&B&C\end{matrix}}\end{matrix}}}
Ou seja, a nota 6 semitons acima de ré é sol sustenido (ou lá bemol).
{\displaystyle {\begin{matrix}{\begin{matrix}&&&&&&\\C&{C}{\#}&D&{D}{\#}&E&F&{F}{\#}\end{matrix}}&{\begin{matrix}&{\color {OliveGreen}Sol\#}&&&&\\G&{\color {OliveGreen}{G}{\#}}&A&{A}{\#}&B&C\end{matrix}}\end{matrix}}}
Ex: Supondo que na tonalidade em que uma música foi escrita seja preciso cantar um Dó, mas a nota mais grave que a pessoa que canta consegue alcançar é um Fá. Será necessário transpor essa nota, da mesma forma que o exemplo acima. O intervalo entre Dó e Fá é de 2 tons e meio. Consequentemente, todas as demais notas da canção deverão ser transpostas também pelo mesmo intervalo.
Importante notar que ao fazer isso, a tonalidade da música também será alterada.